# JACK+STELLA
『JACK+STELLA』（ジャックとステラ）は、1998年5月21日に発売されたECHOESのミニ・アルバム。

## 概要
CD選書のみで発売されたECHOES唯一のミニ・アルバム。1985年10月21日発売の12インチ・シングル「JACK」と1986年4月21日発売の同シングル「STELLA」の2枚を1枚に収録した作品である。

## 収録曲
- 全曲 作詞 作曲：辻仁成

1. JACK:Welcome to the Lost Child Club-JACK
2. SOMEONE LIKE YOU(Visitor Part2)
3. BAD BOY
4. STELLA
5. ONEWAY RADIO
6. ピーナッツ・バターの海に沈めて